# Jenseits der Liebe
Jenseits der Liebe ist ein Roman von Martin Walser. Er erschien erstmals 1976 bei Suhrkamp.

## Inhalt
Franz Horn ist ein Angestellter bei der Firma Chemnitzer Zähne, die von Arthur Thiele geleitet wird. Dieses Unternehmen, in der Nachkriegszeit im Süden der Bundesrepublik Deutschland, in oder bei Ravensburg, gegründet und nach der alten Heimat der Familie Thiele benannt, produziert Zahnersatz aus Kunststoff. Horn ist für die in- und ausländischen Geschäftsverbindungen und Lizenzverträge zuständig. Offenbar schon seit Anbeginn oder jedenfalls ziemlich lange – 17 Jahre – in diesem Unternehmen tätig, hat Horn ein Netz von Verbindungen im In- und Ausland aufgebaut, das mittlerweile von einem ganzen Stab von Angestellten Thieles betreut werden muss.
Einst von Thiele sehr geschätzt, muss Horn feststellen, dass sein Stern inzwischen gesunken ist: Auf dem Tennisplatz und beim Segeln ist er für Thiele entbehrlich geworden und in der Firma hat mittlerweile der erst 29 Jahre alte Volljurist Dr. Horst Liszt aus Norddeutschland seinen Aufgabenbereich übernommen. Dementsprechend ist auch Liszts Gehalt gestiegen, während Horn sich als herabgestuft und auf die Armut zusteuernd empfindet. Als Thiele eines Tages Horn und Liszt von neuen Entwicklungen seines Dentallabors berichtet, in deren Folge neue Lizenzverträge mit ausländischen Partnerfirmen ausgehandelt werden sollen, erteilt er Horn einen Verweis, weil dieser in einem unpassenden Moment gegrinst habe. Horn ist sich dessen nicht bewusst, wohl aber seiner immer mehr auch ins Physische übergreifenden Reaktionen auf Situationen, unter denen er leidet. Schon vor fünf Jahren hat er sich von Frau und Kindern getrennt, nachdem er feststellen musste, dass er imstande war, gegen diese gewalttätig zu werden. Nun lebt er allein in der Wohnsiedlung Galgenhalde, trinkt allabendlich größere Mengen Bier, nachdem er den Kampf gegen das Dickwerden aufgegeben hat, unterhält einige Verhältnisse mit Frauen, die samt und sonders Schlimmes durchgemacht haben, und muss immer wieder feststellen, dass seine Kiefer verkrampfen und seine Zähne schmerzhaft fest aufeinandergebissen sind. Wenn sein Unterkiefer einst mit genügend Druck gegen den oberen gepresst wird, so stellt er sich vor, kann dieses Phänomen tödlich enden: Die unteren Zähne werden sich dann, malt er sich aus, ins Gehirn schlagen.
Thiele schickt Liszt zu Geschäftspartnern nach Italien und Frankreich, Horn soll mit dem Lizenznehmer Keith Heath in England verhandeln, selbst will er nach New York fliegen. In einer Woche, so ordnet er an, solle man sich wieder im Büro treffen und über die Ergebnisse berichten.
Horn fliegt also nach London und fährt weiter nach Coventry, wo er übernachtet, um anderntags Heath in seinem Betrieb in Walsgrave aufzusuchen. Aber als er dort ankommt, trifft er, obwohl angemeldet, Heath nicht an. Die Sekretärin kann ihm nur berichten, dass Heath seit einiger Zeit schon nicht mehr im Geschäft erschienen sei und auch am Telefon immer nur seine Frau und seine Tochter zu erreichen seien. Momentan sei auch Tom, der Fahrer, nicht im Hause, der Horn zur Wohnstatt der Familie Heath bringen könne. Horn macht sich auf, um diesen Tom im Working Men’s Club in Cheylesmore, wo er sich um diese Tageszeit immer aufhalten soll, zu erreichen, und trinkt längere Zeit mit einem Tommy O’Sullivan Bier, ehe sich herausstellt, dass dieser nicht der gesuchte Tom ist. Heaths Fahrer ist offenbar gerade an diesem Tag nicht zur Stelle.
Daraufhin beschließt Horn, den Weg zu Fuß zurückzulegen. Querfeldein und durch mehrere Hindernisse wie Bäche oder sumpfige Wiesen immer wieder aufgehalten, marschiert er tatsächlich bis zum House Engadine, in dem Heath wohnt, findet dort aber nur dessen Tochter vor, die ihm mitteilt, der Vater halte sich in seinem zwei Autostunden entfernten Cottage in den Cotswolds auf. Immerhin lässt die wortkarge junge Frau sich überreden, Horn die Adresse aufzuschreiben. Er zieht sich ins Hotel zurück und mietet anderntags ein Auto, mit dem er nach langem Suchen auch endlich das Cottage, das oberhalb des Dorfes Cam liegt, erreicht. Aber nun verlässt ihn die Initiative: „Das war doch klar, Mr. Heath wollte nicht mit ihm sprechen. Mr. Heath war offenbar in einer Lage, in der er nicht einmal mehr ausdrücken konnte, daß er nicht mit Horn sprechen wolle. Er floh einfach. Und Horn, nicht faul, verfolgte ihn bis zu seinem Schlupfwinkel.“ „Plötzlich spürte er, daß es unverschämt war, Mr. Heath hierher gefolgt zu sein. Er traute sich nicht, den Klopfer zu betätigen. Das hieße: Sehen Sie, Sie können uns nicht entgehen. Er genierte sich seiner Tüchtigkeit. Aber wenn er von Coventry wieder heimgefahren wäre, ohne Mr. Heath überhaupt erreicht zu haben, würde Herr Thiele gesagt haben: Franz, Sie haben schon bessere Witze gemacht.“
Horn lässt sich auf der Steintreppe vor der Haustür nieder, wo ihn Heath entdeckt, der ihn dann tatsächlich ins Haus bittet. Heath, eindeutig gesundheitlich angeschlagen, berichtet dem schweigenden Horn, sein bisheriger Geschäftspartner Rob Dorset habe ihn verlassen und sei zur Konkurrenzfirma London Dentures übergegangen, doch unverhofft habe sich in Gestalt eines neuen Geschäftspartners namens Steve McPherson wieder eine Perspektive für ihn ergeben. Er werde seinen Betrieb in Walsgrave schließen und mit McPherson in Glasgow produzieren, vollautomatisch, ohne Personal. Auch habe er seine Familie verlassen und werde sich mit McPhersons Tochter zusammentun. Eine Änderung der Lizenzverträge mit Thieles Firma sei im Augenblick undenkbar. Nachdem Heath seinen Monolog gehalten hat, schläft er ein.
Horn verlässt nach diesem Zusammentreffen Heaths Haus, fährt nach London zurück und quartiert sich im Hotel Crofton in Kensington ein. Ihm ist klar, wie Thiele auf diese grotesken Vorkommnisse reagieren würde. Er würde Horn die Schuld daran geben, sich auf den unsicheren Kandidaten Heath eingelassen zu haben, und umgehende Reaktionen fordern. D. h., Horn müsste sofort Heath die Lizenzen kündigen und eine Geschäftsverbindung mit London Dentures anstreben und, falls dies misslänge, mit Wright Dental Supply in Dundee. Doch es besteht noch Klärungsbedarf mit Heath. Und als Horn sich einen weiteren Besuch bei diesem Mann vorstellt und in allerlei Einzelheiten ausmalt, wird er wieder von körperlichen Symptomen überfallen: „So fand er sich noch am Morgen. Bei zugezogenen Vorhängen. Im ungeheizten Zimmer. Barfuß. Nein, nackt. In der Ecke. Die kühlen Wände an den Nieren. Zähne im Knie.“ Horn ist nicht mehr in der Lage, sich mit den Lizenzverträgen zu befassen, um die er sich kümmern sollte. Er kann nur noch über Liszt und Thiele nachdenken und schließlich nur noch darüber, was geschehen würde, wenn er einfach heimkehrte, seinen Misserfolg eingestände und darum bäte, die Reisespesen von seinem Gehalt abzuziehen, mit der Begründung, er habe keine Lust mehr auf den Aufgabenbereich, der ihm zugefallen sei, und wäre mit einer Stelle in der EDV ohnehin viel glücklicher gewesen.
Aber, so malt er sich aus, weder Thiele noch Liszt würden auf dieses Ansinnen einfach eingehen und ihn künftig in Ruhe lassen. Sie „würden von Runde zu Runde liebenswürdiger, freundschaftlicher werden, und Horn würde ein immer hoffnungsloserer Fall werden unter dieser Behandlung und sie müßten sich ihm deshalb immer noch intimer zuwenden, bis sie aus ihm einen Haufen Elend gemacht haben würden“, so stellt sich Horn seine Zukunft im Betrieb unter diesen Voraussetzungen vor. Mit derartigen entwürdigenden Maßnahmen Liszts hat er in der Vergangenheit schon Erfahrungen gemacht. Dennoch unternimmt Horn in England keinen Versuch mehr, für Chemnitzer Zähne Verträge auszuhandeln. Er fliegt schließlich einfach nach Deutschland zurück.
In Ravensburg angekommen, lässt er sein Auto vor dem Bahnhof stehen und macht sich zu Fuß auf den Weg in seine Wohnsiedlung. Immer noch ist er mit dem Thema Liszt und Thiele beschäftigt. Es ist keineswegs so, dass Liszt sich immer nur solidarisch mit seinem Vorgesetzten Thiele zeigen würde, im Gegenteil: Horst Liszt und seine Ehefrau, eine geborene von Müller, die beide ihren Aufenthalt in Süddeutschland unter ihrer Würde finden, haben sich schon in Gegenwart Horns ausgiebig über Thiele, den lärmenden Sachsen, mokiert. Und auch Thiele hat, Horn gegenüber, schon geäußert, dass „Dr. Liszt eben doch ein Spinner sei, vielleicht sogar ein echt Verrückter und ein ganz und gar rechthaberischer und selbstgefälliger und egozentrischer Mensch, einer, mit dem auf die Dauer keine Gemeinschaft möglich sei“. Aber dass Horn dennoch ein Spielball dieser beiden Männer geworden ist, sich von ihnen ständig beobachtet, korrigiert und gedemütigt fühlen muss, lässt sich auch angesichts dieser Differenzen zwischen Thiele und Liszt nicht ausblenden.
Horn, in seine Wohnung zurückgekehrt, kann nicht aufhören, über dieses Dilemma nachzudenken. Wieder fängt sein Unterkiefer an, schnappende Bewegungen zu machen und sich gegen den Oberkiefer zu pressen. Franz Horn holt schließlich drei Röhrchen Tabletten aus seinem Medizinschrank und beginnt lustvoll, eine Handvoll Tabletten zu kauen, die er dann mit Bier hinunterspült. Diesen Vorgang wiederholt er mehrere Male. Schon in einer Art Delirium sieht er Thiele und Liszt vor sich, wie sie seinen Selbstmordversuch beobachten. Zunächst hält Thiele eine Abschiedsrede, in der er bedauert, dass Horn sich aufgegeben hat und deswegen auch bei der Arbeit immer weniger leisten konnte. Sie endet mit dem Fazit: „Sie hätten sich erstens nicht von Ihrer Familie trennen dürfen. Ein Gemütsbolzen wie Sie muß zwanzigmal soviel verdienen wie Sie, wenn er so eine Trennung erträglich gestalten will. Zweitens hätten Sie in puncto Weiblichkeit am Ball bleiben müssen, Sie Idiot [...] Mit anderen Worten: Sie sind der Vollversager wie er im Buche steht. Über Sie geht das Leben hinweg. Auf leisen Sohlen. Immer weiter. Ins Unabsehbare. Und es gehört den Starken und den Schwachen, aber nicht den Miesen, in Ewigkeit, Amen.“ Liszt fasst sich in Horns Visionen kürzer als Thiele und fordert ihn markig auf: „Beenden Sie Ihre Vorbereitungen. Erklären Sie sich vor uns bereit, die normale Last weiter tragen zu wollen. Wo kämen wir hin, wenn jeder einfach abhaute.“ Im Abgehen allerdings sagt Liszt noch seine eigene Zukunft voraus: Er sei Horst, der Säufer...
Horn deliriert weiter. Er bedeutet Thiele und Liszt, er habe sie endgültig satt und wünsche nur, er hätte sie nie getroffen. Als er wieder etwas zu Bewusstsein kommt, stellt er fest, dass er wohl in einem Krankenhausbett liegt. Statt seiner Frau Hilde, auf die er im Wachwerden gehofft hat, sind Thiele und Frau im Raum und er hört, wie Thiele sagt: „Er lebt.“

## Bezüge zu anderen Romanen Walsers
Jenseits der Liebe leitete eine Reihe von Werken ein, die Walser in den 1970er und 1980er Jahren schrieb. Ihre Helden stammen meist, wie Walser selbst, aus dem Bodenseeraum, und sie reagieren alle ähnlich sensibel wie Franz Horn auf die Beleidigungen und Erniedrigungen, die ihnen das Alltags- und Berufsleben zufügt. Viele dieser Helden sind miteinander verwandt oder zumindest bekannt. Franz Horn selbst taucht einige Jahre später wieder als Hauptperson in einem Walserschen Roman auf: In einem nächtens geschriebenen Brief an Lord Liszt macht Franz Horn, der mittlerweile wieder bei seiner Familie lebt und immer noch für Arthur Thiele arbeitet, Liszt klar, was dieser ihm jahrelang angetan hat. Mittlerweile ist Dr. Liszt, der Franz Horn einst unter dem Vorwand, ihn schulen zu müssen, gemobbt hat, seinerseits zum Opfer eines jüngeren Nachfolgers geworden. Der Austrofinne Ryynänen hat Liszt aus seiner Position verdrängt. Zudem hat ihn seine Ehefrau verlassen und Liszt hat sich dem Alkohol ergeben.
Eine Nebenrolle spielt Horn außerdem in dem Roman Das Schwanenhaus, dessen Protagonist, Dr. Gottlieb Zürn, ein Immobilienmakler ist, dem keine Abschlüsse mehr gelingen und der mit ansehen muss, wie ein wunderbares Jugendstilhaus am See der Konkurrenz in die Hände fällt und abgerissen wird. Dr. Zürn ist ein Vetter Horns. Ein weiterer Vetter in dieser weitverzweigten Verwandtschaft ist Xaver Zürn, der in Seelenarbeit darunter leidet, niemals von seinem Chef, Dr. Gleitze, als Person wahrgenommen zu werden, und ähnliche körperliche Symptome entwickelt wie Franz Horn. Das Haus des Dr. Zürn wiederum ist ein Schauplatz in der Novelle Ein fliehendes Pferd, die kurz nach Jenseits der Liebe herauskam. Zürn, der Vermieter, tritt hier nur in einer Nebenrolle auf; die Hauptperson ist der Lehrer Helmut Halm, der hier im Urlaub mit einem Bekannten aus seiner Vergangenheit konfrontiert wird. Dieser Klaus Buch versucht den verbeamteten Halm, der einst auch andere Karrierevorstellungen hatte, aus seinem gewohnten Trott zu reißen und mit ihm einen Neuanfang auf den Bahamas zu wagen, erweist sich aber schließlich als vollkommen verunsicherte Person und gescheiterte Existenz. Helmut Halm tritt Jahre später noch einmal in einem Roman als Hauptperson auf: In Brandung verschlägt es ihn für einige Monate an eine Universität in den USA, wo er in Gestalt Rainer Mersjohanns wiederum einen verzweifelnden Jugendfreund antrifft, andererseits aber auch mit dem Thema des Alterns und Nicht-mehr-in-Frage-Kommens konfrontiert wird, als er Interesse für eine seiner Studentinnen fasst. Das Thema des alternden Mannes gegenüber der jungen Frau taucht in späteren Werken Walsers mehrfach wieder auf; das Personengeflecht aus dem Umfeld von Jenseits der Liebe wird dort aber nicht mehr weiter gepflegt.

## Bezüge zu realen Personen
Peter Hamm schrieb in einer Kritik zu Martin Walsers Tagebüchern: „In Walsers Tagebuch kreisen um die Zentralsonne Unseld und den Unstern Reich-Ranicki als Trabanten andere Suhrkamp-Autoren, die Walser, selbst wenn sie Freunde sind, in erster Linie als Konkurrenten sieht. Allen voran Uwe Johnson, der „moralische Narziss“ und zügellose Trinker, mit dem es unentwegt Kräche hagelt, aus denen dann der Schlüsselroman „Brief an Lord Liszt“ resultiert, in dem Walser die Hahnenkämpfe zwischen sich und Johnson um die Gunst Unselds karikiert.“ Walser äußerte aber auch einmal, dass man ein Werk nicht unbedingt als Schlüsselroman lesen muss, nur weil man die Zähne einer lebenden Person – in diesem Fall war Siegfried Unseld gemeint – an einer literarischen Figur wiedererkennt.
Eine Begegnung mit dem Urbild des Tommy O’Sullivan samt den Geschichten, die dieser erzählte, ist im Tagebuch Walsers vermerkt.

## Kritiken und Walsers Reaktion

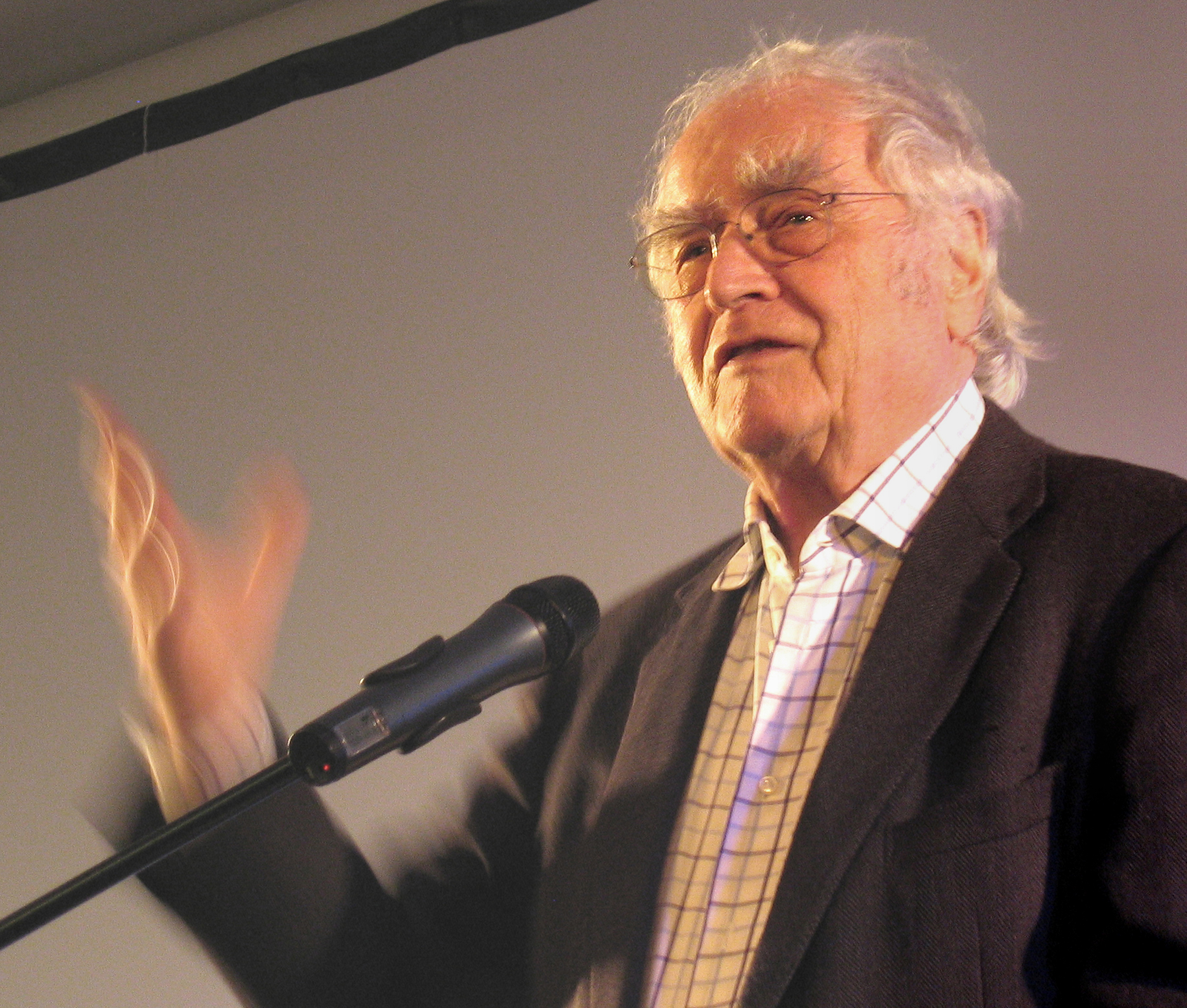
Martin Walser 2008

Martin Walser hat in seinen Tagebüchern viele Reaktionen auf Jenseits der Liebe vermerkt. Noch vor Verkaufsbeginn soll Thomas von Vegesack dem Buch einen Platz in der Weltliteratur prophezeit haben und der Leser Franz Barth sah das Buch „als ein Denkmal für die Kaputtgemachten der Arbeitswelt“. Nach diesen positiven Reaktionen vermerkte Walser in einer Tagebuchnotiz über ein Telefonat mit Unseld, dieser habe auf seine Klagen über eine einseitige Rezension durch Rolf Michaelis in der Zeit hin angekündigt, dass von Marcel Reich-Ranicki noch viel Schlimmeres zu erwarten sei.
Michaelis hatte zwar in der Tat einen Abschnitt seiner Rezension Martin Walsers zeitweiligem Sympathisieren mit der DKP gewidmet; er hatte auch konstatiert, dass Franz Horn als ein Beispiel für viele stehen konnte: „Wer wollte bezweifeln, daß die Zustände der Lähmung und Verkrampfung, der Leere und Verzweiflung, der Kontaktarmut und Vereinsamung, durch die Walser seinen unheldischen Romanhelden schickt, nicht nur persönlich, sondern auch gesellschaftlich bedingt sind. Für wie viele Menschen gilt, was von Franz Horn gesagt werden kann: „Er hielt es für den größten Nachteil, daß er keine Gelegenheit hatte, sich auszudrücken.““ Über den Bezug auf aktuelle gesellschaftliche Probleme hinaus aber hatte er den Roman auch in Bezug auf seinen literarischen Wert ausgiebig analysiert. Für ihn war die „Dreiecksgeschichte unter Männern“ auch eine „Parodie auf den Läuterungsroman“. „Als diagnostische Zeitkritik ist „Jenseits der Liebe“ schon gelungen“, stellte er schließlich fest, als Roman erwecke er manchmal noch einen Eindruck, den Walser mit dem Vergleich „wie wenn einer unter Wasser versucht, ein Streichholz anzuzünden“ gekennzeichnet habe.

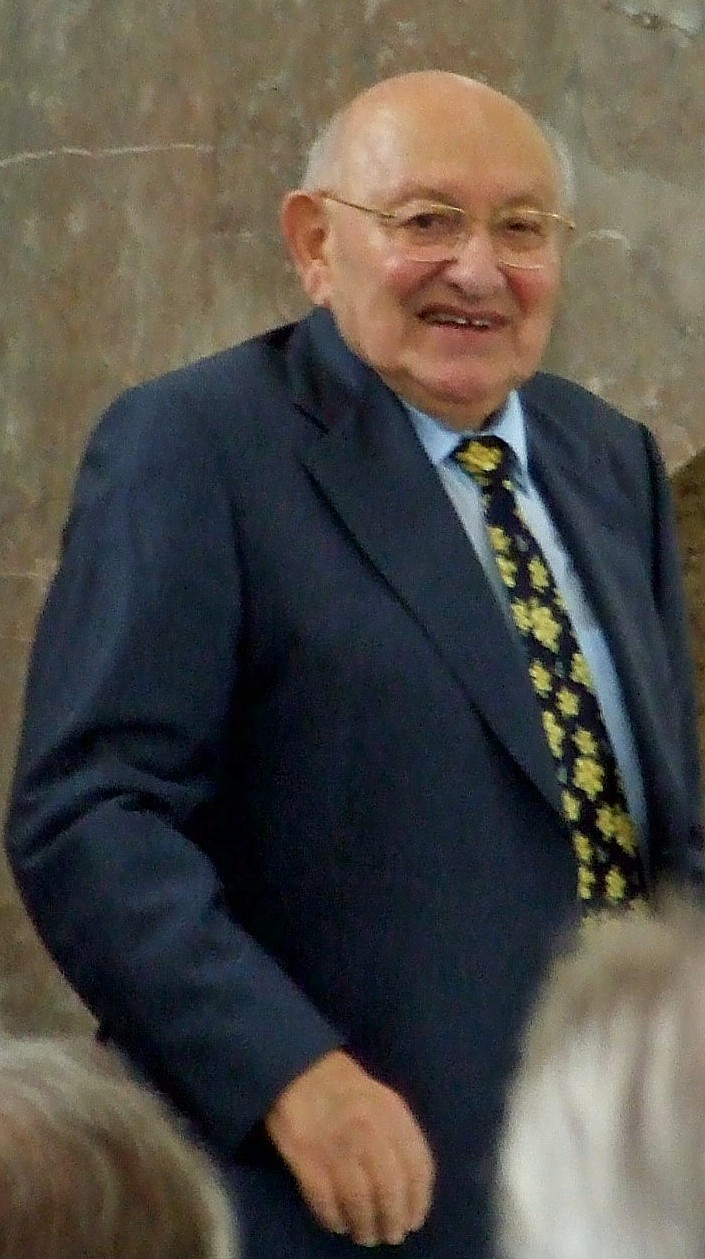
Marcel Reich-Ranicki 2007

Walser kam später nicht mehr auf diese Kritik zurück. Reich-Ranickis Verriss in der FAZ vom 27. März 1976 hingegen führte bei dem Autor zu einer lang anhaltenden Kränkung, die in seinen Tagebüchern immer wieder thematisiert wurde. Er trug den Titel Jenseits der Literatur und begann mit den Sätzen: „Ein belangloser, ein schlechter, ein miserabler Roman. Es lohnt sich nicht, auch nur ein Kapitel, auch nur eine einzige Seite dieses Buches zu lesen.“ Es folgte ein Rückblick auf frühere Werke Walsers, ehe auch Reich-Ranicki auf die politischen Interessen des Autors zu sprechen kam:
„Er wandte sich, die Mode vieler bundesdeutscher Intellektueller flink und graziös mitmachend, dem Kommunismus zu. Wenn es mit dem Dichten nicht weitergehen will, ist hierzulande die Barrikade des Klassenkampfes ein attraktiver und meist auch gemütlicher Aufenthaltsort, auf jeden Fall aber eine dekorative Kulisse [...]“ Walser habe die Linken benutzt, um im Kulturbetrieb wieder Erfolg zu haben, was aber an der Qualität seiner Werke in den frühen 1970ern auch nichts habe ändern können. Nachdem er dieses Thema ausführlich behandelt hatte, kam Reich-Ranicki schließlich zu dem Ergebnis: „Walsers politische Wandlungen haben nach wie vor keinen Einfluß auf die Qualität seiner Epik oder Dramatik“. Nun endlich wandte sich die Kritik wieder ihrem eigentlichen Thema zu: Nach einigen Spekulationen über die Namen der Protagonisten beklagte Reich-Ranicki die unscharfe Charakterzeichnung der beiden Angestellten Horn und Liszt, deren Eigenschaften und Erlebnisse „ohne Skrupel direkt aus ihrem Alter abgeleitet“ seien, von Walsers Empfänglichkeit für Töne und Zwischentöne sei nichts geblieben, alles sei steril, leblos und schlecht. Reich-Ranickis Ausführungen gipfelten in den Sätzen: „Es ist unvorstellbar, daß das Lektorat des Suhrkamp Verlags ein solches Manuskript, wäre es von einem unbekannten Autor eingereicht worden, akzeptiert hätte. Es gab Zeiten, da hat sich der S. Fischer Verlag nicht gescheut, sogar einem Gerhart Hauptmann eine mißratene Arbeit zurückzuschicken. Wie schlecht muß ein Stück von Walser sein, damit es kein Theater in der Bundesrepublik aufführt, wie schlecht ein Walser-Manuskript, damit der Suhrkamp Verlag es ablehnt?“ Diese Prosa sei weder links noch rechts, sondern nur langweilig. Das einzig Positive, was Marcel Reich-Ranicki zu Jenseits der Liebe äußerte, war die Hoffnung, dass es sich bei diesem Buch um einen Wendepunkt im Werk Walsers handele.
Jahrzehnte später bezeichnete Helmut Böttiger Reich-Ranickis Verriss als „Versuch einer exemplarischen Vernichtung des Autors“. Fernab der politischen Debatten der 1960er und 1970er Jahre stellte er außerdem fest: „Jenseits der Liebe zeigt hautnah und schonungslos das Leben des Angestellten Franz Horn. Und obwohl Walsers politischer Furor mehr mit Kafka zu tun hat als mit Lenin, rezensieren manche Kritiker weniger das Buch als die politische Haltung des Autors.“
Walser las Reich-Ranickis Kritik und formulierte noch am selben Tag, auf einer Bahnfahrt, einen Offenen Brief an die Buchhändler, denen Reich-Ranicki unterstellt hatte, sie hätten sicher, verführt durch den Namen Martin Walser, viel zu viele Exemplare des Romans geordert und jetzt Schwierigkeiten, diese loszuwerden. Danach entwarf er eine Rede an Marcel Reich-Ranicki, in der sich unter anderem die Sätze finden: „Das allgemeine Publikum, vor dem Sie die Motive meiner zehnjährigen publizistischen Arbeit diffamierten, kann ich nur erreichen, wenn ich gegen Sie prozessiere oder Sie ohrfeige. Da mir zum Prozessieren [...] das Geld fehlt, bleibt mir nichts als die Ohrfeige. Ich sage Ihnen also, dass ich Ihnen, wenn Sie in meine Reichweite kommen, ins Gesicht schlagen werde.“ Im Tagebuch folgte nach den Entwürfen zum Offenen Brief und der Rede noch ein mehrseitiger Eintrag: Walser reiste an jenem 27. März 1976 nach Frankfurt; dort erklärte er sich zu einem Gespräch in einer Live-Fernsehsendung des dritten Programms des HR am 6. April bereit, denn „Franz Horn, dachte ich plötzlich, kann das verlangen von mir, dass ich jetzt für ihn eintrete. Einen schärferen, bösartigeren Verriss habe ich in den 25 Jahren, in denen ich Kritiken lese, nie gelesen.“ Am selben Tag noch teilte Walser Siegfried und Hilde Unseld seine Pläne mit dem Offenen Brief und der Rede gegen Marcel Reich-Ranicki mit. Siegfried Unseld war dagegen, weil es einen Autor nur schwäche, wenn er zeige, wie sehr er durch eine Kritik verletzt worden sei; Hilde Unseld machte mit Walser ein I-Ging-Experiment, um das weitere Vorgehen ausloten zu können, was wiederum Siegfried Unseld in Ungeduld versetzte, der schließlich dafür plädierte, die Verteidigung des Buches dem Verlag zu überlassen, und Walser im Verlauf des Abends durch sein Verhalten und einige Äußerungen über Marcel Reich-Ranicki ziemlich irritierte. Die Verletztheit Walsers durch Reich-Ranickis Kritik ist auch aus den Tagebucheinträgen der folgenden Tage und Wochen immer wieder herauszulesen. Jahre später schrieb er den Tod eines Kritikers. Volker Weidermann unterstellte, als Martin Walsers Tagebücher aus der entsprechenden Zeit veröffentlicht wurden: „Er will zeigen, wie der Hass entstand, der noch 25 Jahre später wie ein Pfropfen aus einer allzu lang verschlossenen Flasche hervorschoss, als Walser 2002 den fatalen Roman „Tod eines Kritikers“ veröffentlichte.“
Eine Woche nach Reich-Ranickis Kritik erschien Rolf Beckers Rezension des Buches im Spiegel. Becker bezeichnete Reich-Ranickis Text als „befremdlich maßlose und eben dadurch wenig überzeugende Verurteilung“. Walser erzähle, wie immer, „mit melancholischem Sarkasmus, mit einer Art aggressivem Galgenhumor und gelegentlichem Salto ins Satirisch-Groteske.“ Anders als Reich-Ranicki wirft Becker auch einen Blick auf das Vorgehen der Antagonisten Horns und stellt fest: Es ist „nicht Brutalität, was ihn kaputtmacht -- erdrückt wird er unter der scheinbar bekümmerten Freundlichkeit, unter der Humanheuchelei, mit der Chef und Rivale seinen Abstieg salben“. Das führe bei Horn, der sich mit der Einschätzung seiner Person durch die Überlegenen bzw. beruflich Übergeordneten einverstanden erklären müsse, zu einer Selbstentwertung, und in „der bitteren Komik solcher Selbstentwertung [...], in derlei psychologischen Ironien leistet Walser sein Bestes.“ Obwohl Becker auch Stellen im Roman anführte, die ihm etwas zu flach oder verzichtbar schienen, kam er zu der Feststellung: „Mir gefällt, daß und wie Walser sich hier kurz faßt und seine Geschichte zügig macht; daß er seine bekannt-brillante Suada, seinen Hang zur Verbalausschweifung bremst, ohne doch die Erzählung so zu skelettieren wie im Fall Gallistl. Mir gefällt, daß Horn ein etwas stärker objektivierter Walser-Held ist, etwas weniger Walser-Maske als die früheren ich-kranken Figuranten des Autors.“ Und: „Der Erzähler Walser formuliert individual- und sozialpsychische Befindlichkeiten, Strategien des Lustgewinns und -verzichts, der Herrschaft, Anpassung und Unterwerfung [...] so intelligent und konzentriert wie eh. Er will darstellen, [...] was Verinnerlichung von Leistungsdiktat und Erfolgsgebot anrichten und in welchen tragikomischen Spielarten Liebesentzug erlitten werden kann. Und er kommt dabei, schaut man sich um in deutscher Gegenwartsliteratur, wenn auch nicht ans Ziel aller literaturpäpstlichen Wünsche, so doch ganz schön weit. Welcher Kollege, welcher Angestellte mag widersprechen?“